# Hash code (concours)
 (mars 2025).
Motif : Où sont les sources secondaires d’envergure au moins nationale attestant de la notoriété du sujet?
- Archive Wikiwix
- Bing
- Cairn
- DuckDuckGo
- E. Universalis
- Gallica
- Google
- G. Books
- G. News
- G. Scholar
- Persée
- Qwant
- (zh) Baidu
- (ru) Yandex
- (wd) trouver des œuvres sur Wikidata

| 1. | Préciser le motif de la pose du bandeau. | Précisez le motif de la pose du bandeau en utilisant la syntaxe suivante : {{admissibilité à vérifier\|date=mars 2025\|motif=remplacez ce texte par le motif}}                            |
| 2. | Informer les utilisateurs concernés.     | Pensez à avertir le créateur de l'article, par exemple, en insérant le code ci-dessous sur sa page de discussion : {{subst:avertissement admissibilité à vérifier\|Hash code (concours)}} |

Hash Code était un concours mondial de programmation en équipe organisé par Google,. Les participants travaillent en équipes de 2 à 4 personnes pour résoudre un défi de programmation inspiré de l'ingénierie logicielle chez Google. La première édition, en 2018, était organisée dans les bureaux de Google à Paris, avec 200 participants présents. Depuis lors, le concours s'est étendu à l'échelle mondiale, et a atteint plus de 128 000 participants inscrits lors de l'édition 2021. La compétition consiste en une phase de qualification, après laquelle les meilleures équipes sont invitées à une épreuve finale.
En 2023, il a été annoncé que Google Hash Code s'arrêterait.